# Ні живий, ні мертвий
«Ні живий ні мертвий» (англ. Half Past Dead) — американський бойовик 2002 року режисера Дона Майкла Пола.

## Сюжет
Злочинний геній намагається потрапити до однієї з найохоронюваних в'язниць світу, щоб дізнатися в сусіда по камері-смертника місце розташування 200 мільйонів доларів золотом, які він колись вкрав. Але на нещастя волоцюги, ФБР має свою людину у в'язниці, яка зробить усе, щоб завадити тому першим знайти захований скарб.

## Цікаві факти
Кінострічка спочатку називалася Lockdown, але кінокомпанія Sony вирішила уникнути плутанини з однойменною картиною, що вийшла теж 2002 року і перейменувала фільм.

## Нагороди та номінації
Номінація на премію «Золота малина» за 2003 рік — найгірша чоловіча роль (Стівен Сігал).

## Сиквел
Друга частина «Ні живий ні мертвий 2» вийшла одразу на DVD 15 травня 2007 року. У цьому відеофільмі не знімалися виконавці головних ролей першої частини, репер Ja Rule та Стівен Сігал; з основних персонажів залишилися: Твіч (репер Kurupt) та Берк (Білл Голдберг).